# ЦСКА (гандбольний клуб, Київ)
«СКА-Київ» — український гандбольний клуб з Києва. Неодноразовий чемпіон УРСР. Дворазовий чемпіон України. Багаторазовий учасник чемпіонатів СРСР. Зараз виступає під назвою «ЦСКА-ШВСМ».

## Історія
Колишні назви:
| Рік       | Назва              |
| --------- | ------------------ |
| 1946      | «Будинок офіцерів» |
| 1947      | ОБО                |
| 1948—1953 | «Будинок офіцерів» |
| 1954—1956 | ОБО                |
| 1957      | ОСК                |
| 1957—1959 | СКВО               |
| 1960—1995 | СКА                |
| з 1995    | ЦСКА               |

## Досягнення
- Чемпіонат УРСР 
  -  Чемпіон  (5): 1966, 1968, 1979, 1980, 1981
  -  Срібний призер (13): 1971, 1974, 1975, 1976, 1982, 1983, 1984, 1985, 1986, 1987, 1988, 1989A, 1989B
  -  Бронзовий призер (4): 1967, 1969, 1970, 1973

- Чемпіонат України 
  -  Чемпіон  (2): 1992, 1994
  -  Срібний призер (1): 1995
  -  Бронзовий призер (1): 1993.